# Llança porquera

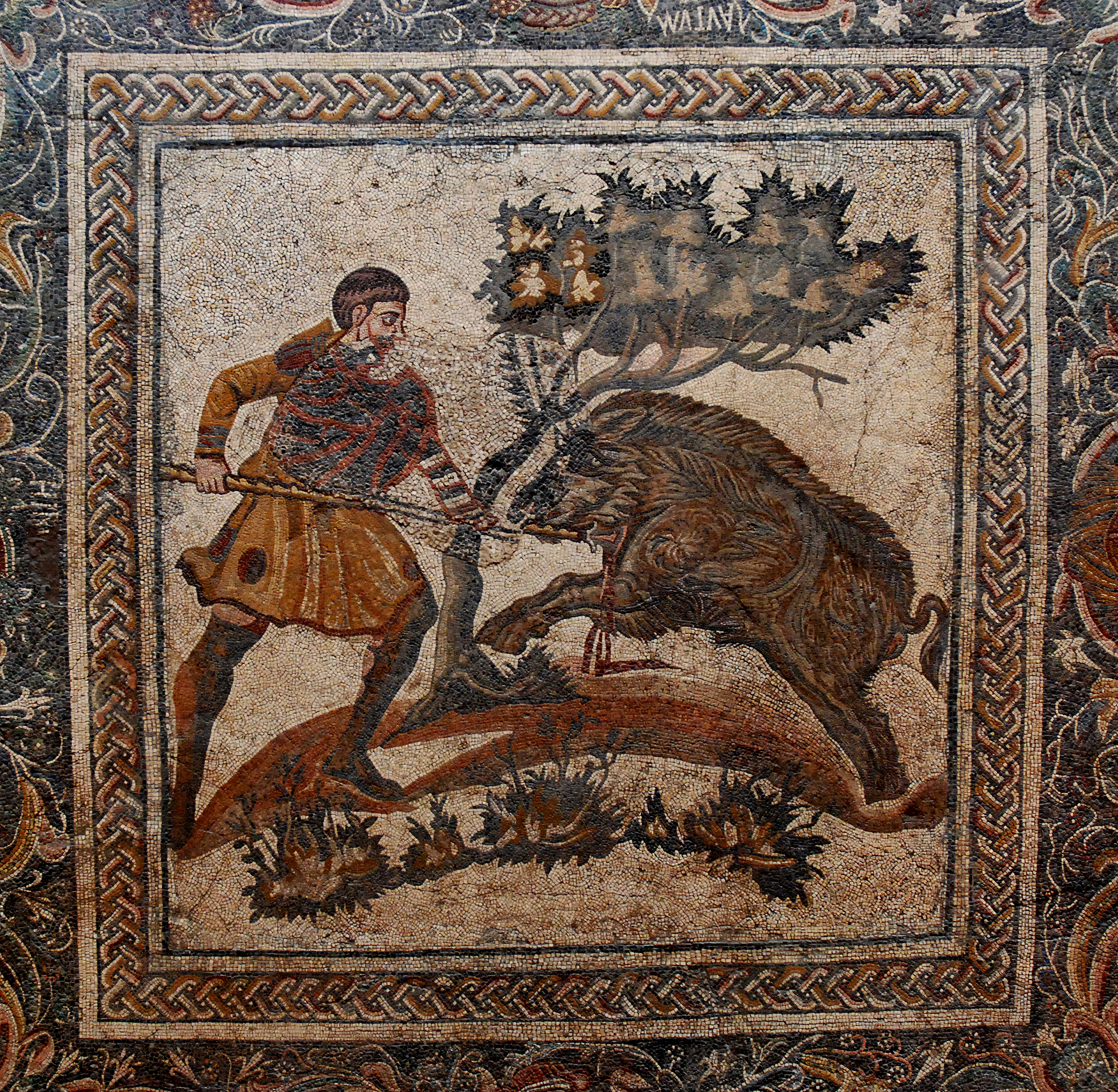
Caça del senglar amb llança porquera - mosaic del segle IV

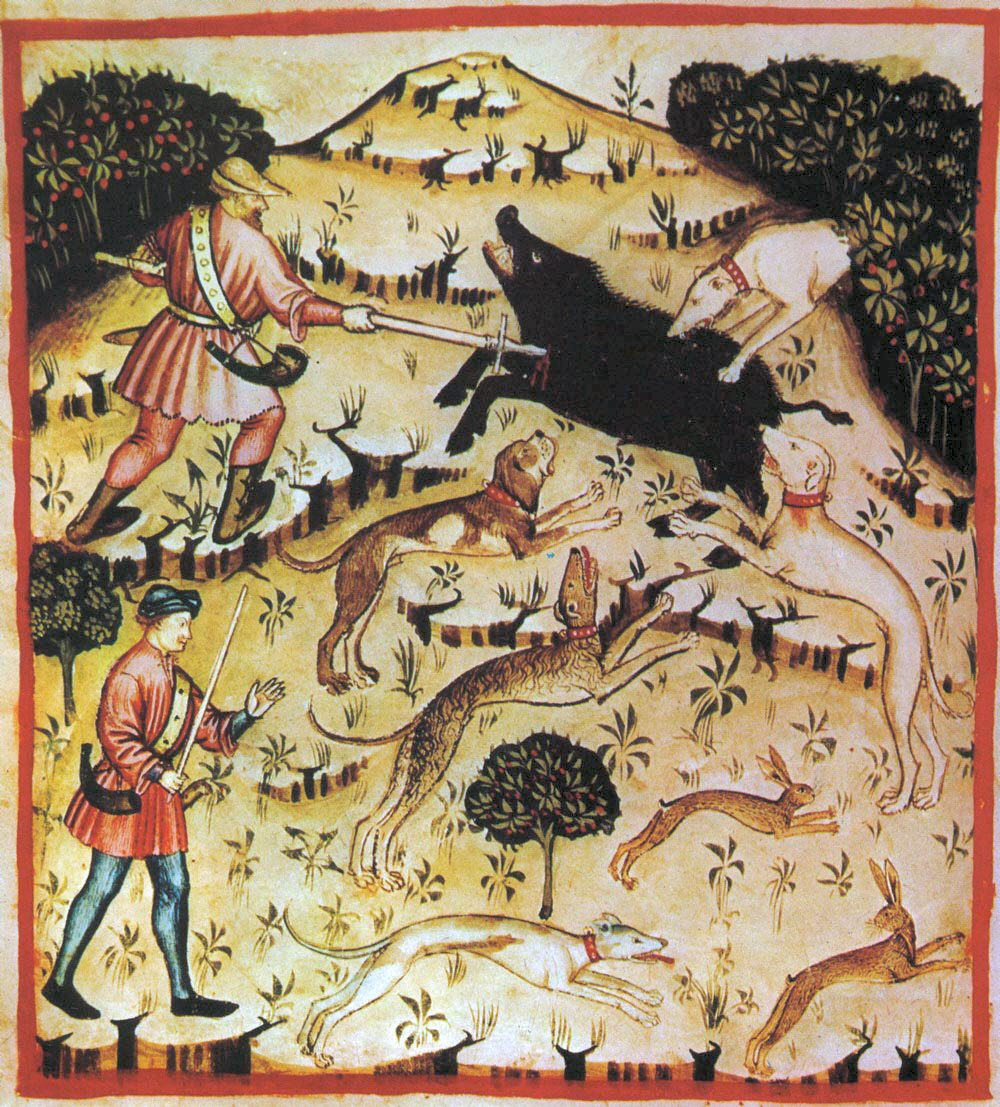
Caça del senglar amb llança porquera i els cans - manuscrits del segle XIV

La llança porquera o llança javalina (llancia xavarina, xalvina, xavallina o xavellina, lancia da cinghiale en italià; boar spear en anglès, llança de senglar; Saufeder en alemany) és una mena de llança inventada i amplament usada pels bàrbars germànics durant el període romà. Muntada sobre una asta o bastó relativament curt i pesant, servia per a la caça major. L'arma presenta una punta metàl·lica o ferro punxegut en rombe, caracteritzada pels lug, altrament dits "anses", sobre la dolla, que són una mena de barrera feta per a evitar que la fulla entri massa pregonament en la carn del senglar, on podria restar atrapada o trencar-se, i evitar que un senglar ferit i furiós s'acosti fins a la base de la llança per a atacar el caçador.
La llança porquera esdevingué després popular també com a arma de guerra, puix que els lug podien ser utilitzats per a ferir l'escut de l'enemic i trencar-lo durant el combat o per a prevenir el cop d'una altra llança, empenyent-la. Aquestes armes van restar en ús durant tot l'Alta Edat Mitjana, caient en desús a mesura anava defenent-se l'emprament de la llança de justa. En el segle XV fou usada una variante amb una punta més llarga dita en italià chiavarina, expressament designada per a l'ús bèl·lic.
La llança porquera no s'ha de confondre amb llança d'ós (rogatina).
En la caça del senglar moderna, alguns caçadors recorren encara al model medieval de la caça amb els cans i la llança.

## Història

### Premissa
La caça del senglar era un element de la caça major, dita també caça de munt o caça de forest, que sempre ha revestit un paper molt important en les cultures dels pobles iindoeuropeus, essent no solament considerada com una pràctica d'una necessitat alimentària sinó com un lleure i sovint com una prova de coratge i de virilitat atesa la seva perillositat. En els antics romans, per exemple, la primera batuda de caça del senglar tenua un paper iniciàtic fonamental en el passatge a l'edat adulta. Parionament, la matada del porc fer era un espectacle molt preat en els amfiteatres dels petits centres rurals llunyans del gran circuit dels gladiadors de Roma i Càpua.

### Orígens
El desenvolupament d'una arma enastada prevista per a matar el senglar ve del temps de l'Imperi romà però no pas en les poblacions llatino-itàliques. La llança porquera va ser efectivament invenció dels bàrbars germànics, un aplec de pobles la cultura dels quals gravitava al voltant de la pràctica venatòria i a l'interior de la qual les figures de les feres (senglars, óssos i llops) tenia un paper simbòlic fonamental. Arma massissa i pesant, dotada d'"ales" d'arrest (lug) per a mantenir la fera a distància de seguretat del caçador, la Saufeder era utilitzada per a liquidar el senglar després que aquest havia estat acorralat i afeblit pels cans.
Els germànics van recórrer a l'ús de la Saufeder també en camp bèl·lic. La robustesa de l'arma els garantia efectivament bones capacitats de penetració de les cuirasses i dels escuts enemics. La presència de les "ales" feia, a més, la llança capaç d'aferrar l'escut enemic o de desviar un cop portat per una altra llança o espasa.
Encartats de manera més i més sistemàtica com a mercenaris de Roma a partir de segle II, els germànics hi difongueren l'ús de la llança dotada de punta massissa i "ales" d'arrest sigui com a arma de caça o com a arma vertadera i pròpia. La creixent germanització, fins a ser massissa, de l'Imperi va garantir, fins al segle IV, un lloc a la Saufeder en la producció figurativa de l'art romà, deixant-nos testimoniança de l'arma i del seu empre en diversos mosaics.

### Desenvolupaments medievals
Durant tot l'Alta Edat Mitjana, la mateixa tipologia de llança va venir indiscriminadament utilitzada per a la caça del senglar i per a la batalla dels guerrers romano-bàrbars primer (visigots, ostrogots, vàndals, burgundiss, longobards, francs etc.) i dels soldats del Sacre Imperi Romano-germànic després. A l'Europa Septentrional, les poblacions viking, encara estrangeres a la conca cultural de l'Europa Carolíngia, representaven el summe déu-guerrer Odin armat de la sagrada llança Gungnir amb els lug típics de la llança porquera. Igualment, també la Llança Sagrada, símbol del Sacre Imperi Romano-germànic, és una Saufeder sobrecarregat de dues fulles fictícies?? (en italià finte-lame) que corren dels lug fins a la punta de la fulla modificant-ne el perfil originari.
La successiva evolució de la llança de giostra, arma d'elecció de la cavalleria pesant franco-normanda en la Baix Edat Mitjana, relegà la llança porquera a arma per forces d'infanteria. Al mateix temps, el creixent paper tàctic, a més de símbolic-sagrat de l'espasa, conjuntament amb les millories aportades a la metal·lurgia europea pel contacte amb la conca oriental de la Mediterrània a causa de les croades (v. Acer de Damasc), va provocar una intromissió de les armes manesques de fulla llarga en el camp venatori. El caçador europeu d'alt reng va començar efectivament a emprar la pròpia espasa per a liquidar el senglar una volta que la fera havia estat acorralada i afeblida pels gossos i els servidors armats de llança. El fenomen era ja recurrent al temps dels emperadors carolingis, entre els quals la pràctica de la caça del senglar era considerada com a útil exercici per a les arts marcials, però s'amplificà enormement en el curs de la Baixa Edat Mitjana, portant al desenvolupament, durant el Renaixement, de l'espasa de caça.
Com a arma d'ús pel guerrer a peu, no solament el simple infant però també, i sobretot, el cavaller a terra, la Saufeder, era encara emprada al segle XV. En el seu Flos duellatorum in armis, sine armis, equester et pedester (ca. 1409-1410) el mestre d'esgrima Fiore dei Liberi descriu justament com servir-se de la llança porquera per a afrontar un adversari muntat a cavall, servint-se sigui de la punta de la llança o del mànec, per a clavar bastonades pesants al cap de l'enemic.

## Construcció
La llança porquera era per la força de les coses una arma molt robusta:
- El cap metàl·lic era llarg de prop de 40 cm, a vegades més i tot. La fulla en rombe era col·locada sobre l'asta per mitjà d'una dolla cònica o piramidal, de la qual partien les "ales" (lug). El pes d'aquesta punta en metall garantia a l'arma la capacitat de penetració necessària a travessar la robusta gàbia toràcica del senglar pel cop resolutiu al cor;
- L'asta, destinada no solament a suportar el xoc del cop sinó també a sostenir la pressió exercida per l'animal enfurit i pel caçador que el mirava de blocar gràcies als lug, era realitzada en una única peça de fusta llarga de 2 metres, en alguns casos faixat de cuir per a garantir un presa millor a l'usador.

Durant el Renaixement, les línies fortament "geomètriques" de la llança porquera foren reduïdes segons el gust i les evolucions bèl·liques de l'època. Models tardans de l'arma, especialment aquells de producció italiana, presenten així doncs un tall "de fulla" molt semblant a aquell de la pica i "ales" llargues i recorbades, semblants a dents d'unacorsesca.